# Daniel Martínez Villamil
Daniel Carlos Martínez Villamil (Montevideo, 23 de febrer de 1957) és un enginyer i polític uruguaià.
Va ser intendent de Montevideo (2015-2019).
És candidat durant les eleccions presidencials uruguaianes de 2019 pel Front Ampli amb Graciela Villar.